# Flor Garduño
Flor de María Garduño Yanez, née le 21 mars 1957 à Mexico, Mexique, est une photographe et artiste mexicaine.

## Biographie
Pendant ses études d'arts visuels à l’Université nationale de Mexico, Flor Garduño est fortement influencée par sa professeure, Kati Horna (1912-2000). En 1979, elle arrête ses études afin d'assister le photographe mexicain, Manuel Álavrez Bravo. Elle commence ensuite à entreprendre ses propres travaux photographiques. 
Entre 1981 et 1982, elle illustre des manuels scolaires au Secrétariat de l’éducation publique (sous la direction de la photographe Mariana Yampolsky). Pour réaliser ce travail, elle visite des régions reculées du Mexique afin de documenter les activités et les coutumes des Indiens, ce qui lui permet d'affiner sa compréhension de ces cultures oubliées, qui inspireront sa manière de photographier.
En 1980 puis en 1982, des expositions personnelles lui sont consacrées à Mexico, en 1982 à la galerie José Clemente Orozco. D'autres expositions, personnelles et collectives, suivent. En 1985, elle publie  son premier livre, Magia del juego eterno  (« Magie du jeu éternel »). Une exposition éponyme est présentée à La Chambre claire en 1986, pendant le Mois de la photo à Paris. En 1988, elle réalise une campagne photographique en Amérique latine, qui se retrouvera dans Testigos del tiempo (« Témoins de temps »). Ce recueil d’images est consacré aux traditions indiennes telles qu'elles survivent. Elle se voit attribuer en 1992, année de parution de ce recueil, le prix Kodak de la critique photographique. Ses œuvres entrent dans des collections institutionnelles, comme le MoMA à New York, le Museo de Arte Moderno à Mexico,  l’Art Institute of Chicago ou le Musée de l'Élysée à Lausanne.
Depuis les années 2000, elle poursuit un travail plus formaliste, centré sur les objets, la nature et notamment le nu féminin.-

## Publications

### Ouvrages personnels
- 1985 : Magia del juego eterna, préface d'Eraclio Zepeda, 87 pages, éd. Guchachi Reza, Juchitán de Zaragoza, Oaxaca, Mexique
- 1987 : Bestiarium, éd. Bär Verlag, Zürich, Suisse •  (ISBN 978-3-90513-713-2)
- 1992 : Gardiens du temps, éditions Arthaud, Paris •  (ISBN 978-2-70030-987-4)
- 1994 : Mesteños, éd. Pfäffikon, Verlag Schweizer Kavallerist, Zürich, Suisse •  (ISBN 978-3-90822-400-6)
- 2002 : Flor, éditions Braus, Heidelberg •  (ISBN 978-3-92631-855-8)
- 2005 : Nature silenziose : Silent natures, Introduction Padeolo Belli et Claudio Moro, textes de José Maria Espinasa et David Streiff, 96 pages, éd. Gabriele Capelli Editore, Mendrisio, Suisse •  (ISBN 978-8-88746-944-8)
- 2016 : Flor Garduño, coll. Photo Poche, Actes Sud, Arles •  (ISBN 978-2-33004-813-6)
- 2024 : Paths of Life, préface de Tereza Siza, postface de Sandra Cisneros, textes de Graciela De Oliveira, José de Santiago Silva, Mario Botta, Guido Magnaguagno, Emma Cecilia García Krinsky, et José María Espinasa Yllades, 264 pages, Veritas Editions, Grapeview, État de Washington, États-Unis •  (ISBN 978-1-95556-557-8)

### Ouvrages collectifs
- 1994 : Sylvia  Wolf, Five Women Photographers : Julia Margaret Cameron, Margaret Bourke-White, Flor Garduno, Sandy Skoglund, Lorna Simpson, éditions Albert Whitman & Company, Morton Grove, Illinois, États-Unis •  (ISBN 978-0-80752-531-9)

## Expositions
- Paths of Life, présentant une rétrospective de l'œuvre de Flor Garduño s’étendant sur quarante-cinq années, Throckcmorton Fine Art, New York, du 3 octobre 2024 au 22 janvier 2025 [4],[5],[6]

## Récompenses et distinctions
- 1992 : Prix Kodak de la critique photographique